# Igor Gotesman
Cet article possède un paronyme, voir Gottesman.
Igor Gotesman, né le 20 janvier 1986 à Paris, est un réalisateur, scénariste et acteur français.

## Carrière
Comédien de cinéma et de télévision, Igor Gotesman est aussi réalisateur de courts métrages : Think en 2008 et Five en 2012. En 2013, il écrit le scénario de deux courts métrages réalisés par Pierre Niney : Pour le rôle pour l'ADAMI, et La Nuit à l'initiative de la marque Yves Saint Laurent. Il coscénarise également les trois saisons de Casting(s), une série diffusée sur Canal+, dans laquelle il joue le rôle du directeur de casting, ainsi que deux films produits par Zazi Films et coécrits avec Hugo Gélin : New York Loves Me et Mon inconnue. Comme réalisateur, il passe du court au long métrage pour la première fois en adaptant Five au cinéma.

## Filmographie

### Acteur

#### Cinéma
Courts-métrages
- 2010 : Milkshake : Guillaume
- 2011 : Five : Vadim
- 2012 : Désolée pour hier soir : Laurent
- 2012 : Black Enchantment

Longs-métrages
- 2007 : Deux vies plus une : Boris[2]
- 2013 : Un week-end à Paris : un réceptionniste à Montmartre
- 2016 : Five : Vadim
- 2018 : Un homme pressé d'Hervé Mimran : Vincent
- 2019 : Edmond d'Alexis Michalik : Jean Coquelin
- 2023 : Cash : Scania
- 2023 : Comme un prince, d'Ali Marhyar : Jean-Louis Coton

#### Télévision
- 2006 : SOS 18 : pompier vestiaires
- 2013-2015 : Casting(s) : Richard, le directeur de casting
- 2024 : Fiasco : Slice

#### Doublage
- 2022 : Les Bad Guys : M. Serpent[3]
- 2025 : Les Bad Guys 2 : M. Serpent[3]

### Scénariste

#### Cinéma
Courts-métrages
- 2008 : Think
- 2011 : Five
- 2013 : Pour le rôle

Longs-métrages
- 2013 : NYC Loves Me
- 2014 : La Nuit de Pierre Niney
- 2015 : Le Nouveau
- 2016 : Five
- 2019 : Mon inconnue d'Hugo Gélin

#### Télévision
- 2013 : Casting(s)
- 2019 : Family Business
- 2024 : Fiasco
- 2025 : Young Millionaires

### Réalisateur

#### Cinéma
Courts-métrages
- 2008 : Think
- 2011 : Five

Long métrage
- 2015 : Five

#### Télévision
- 2019 : Family Business
- 2024 : Fiasco
- 2025 : Young Millionaires